# Bengt Gottfried Forselius
Bengt Gottfried Forselius, född omkring 1660 i Kors socken (nuvarande Risti kommun), död i oktober 1688, var en svensk klockare och seminarielärare.
Bengt Gottfried Forselius kom från en släkt från Österbotten, hans far hade 1641 blivit kyrkoherde i Kors och Sankt Mattias församlingar i Estland, och där föddes Bengt Gottfried. Han undervisades i hemmet och senare vid domskolan och gymnasiet i Reval. Därefter studerade han juridik vid något tyskt universitet, dock utan att avlägga någon examen. 1683-1684 arbetade han som lärare i Kors och Sankt Mattias tillsammans med sin svåger Gabriel Herrlin. De gav kostnadsfri undervisning åt estniska pojkar i prästgården. 1684 lyckades de få till ett seminarium på godset Biskopshov (Piiskopi mõis) utanför Dorpat. Hans insatser väckte motstånd från den estniska adeln, men hade stöd från svenska myndigheter, och 1688 utsågs han till inspektor över folkskolorna på landsbygden i Estland och Livland. Bengt Gottfried Forselius hann dock aldrig tillträda ämbetet, då han omkom då hans fartyg förliste under återresan på väg tillbaka till Estland efter ett besök i Stockholm 1688. Bengt Gottfried Forselius utgav 1686 den första ABC-boken på estniska.